# Sint-Mariakerk (Helsingør)
De Sint-Mariakerk (Deens: Sankt Mariæ Kirke) is de zuidelijke vleugel van de voormalige Onze-Lieve-Vrouwe-priorij van de karmelieten in de Deense plaats Helsingør. Alhoewel de oudste gebouwen van het klooster werden verwoest door een brand in 1450, behoren de kerk en de overige drie vleugels van het complex tot de best bewaarde middeleeuwse kloosters van Scandinavië.

## Het klooster
Het klooster en de kerk werd in de late middeleeuwen gesticht door Erik van Pommeren voor een groep karmelieten uit Landskrona. Naar hun witte mutsen werden de monniken ook witte broeders genoemd. 
Tijdens de reformatie werd het klooster opgeheven en verlieten de karmelieten het complex. De gebouwen bleven leeg staan en werden tijdelijk gebruikt voor opslag en als stallen, totdat in 1541 op instignatie van Christiaan III werd besloten er het Onze-Lieve-Vrouwe Gasthuis in onder te brengen. Het bleef een hospitaal voor zieken, ouderen en armen tot 1916, toen elders voor dit doel een nieuw gebouw ter beschikking kwam te staan. In de westelijke vleugel werd er bovendien een school gevestigd, die daar bleef tot 1807.
Vanaf 1930 woonden er in de gebouwen een klein aantal alleenstaande vrouwen. De laatste twee bewoonsters verlieten het klooster in 1984. De kerk nam in 1989 de gebouwen over en maakt er nog steeds gedeeltelijk gebruik van.
Het klooster werd in de jaren 1900-1907 gerenoveerd onder leiding van de architect Hermann Baagøe Storck en teruggebracht naar de oorspronkelijke vormen door later toevoegingen en wijzigingen ongedaan te maken. 

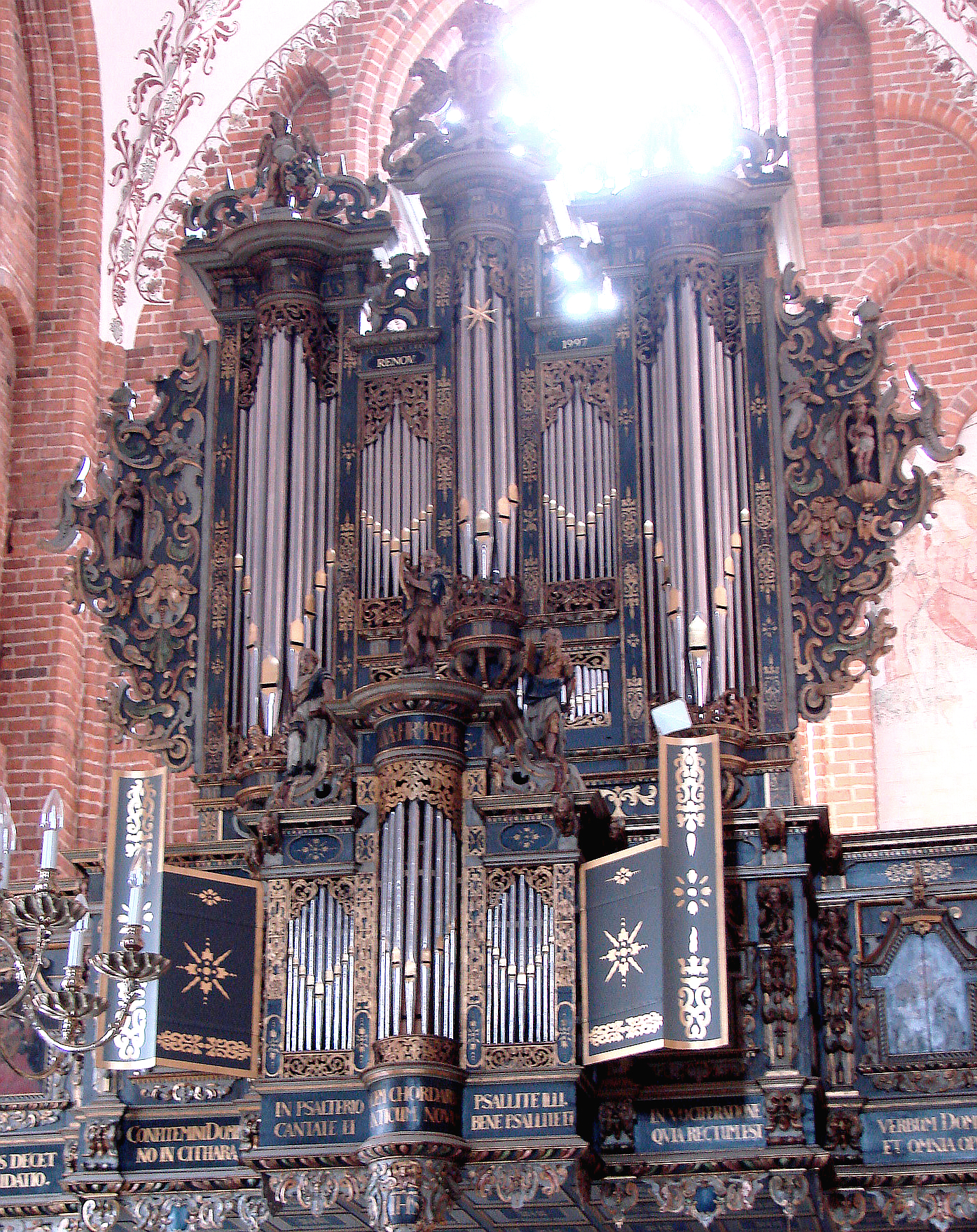
Het monumentale orgel van de kerk

## De kerk
De kerk is een pseudobasiliek met een middenschip dat twee keer zo hoog en breed is als de beide zijbeuken. De sierlijke oostelijke gevel van de kerk met een ruim elf meter hoog raam behoort tot de meesterwerker van de Deense gotiek.
Na het verlies van de functie als kloosterkerk was de kerk voor een bepaalde periode veroordeeld tot de sloop. In Helsingør woonden echter Duitse en Nederlandse gemeenschappen en op hun aandringen droeg Frederik II, die zelf Duitse wortels had, de kerk over aan de Duits-Nederlandse gemeenschap. Van 1576 tot 1740 werd hier alleen in de Duitse taal gepreekt, maar geleidelijk aan werden er steeds meer Deenstalige diensten gevierd. Overal in de kerk getuigen de vele Duitse inscripties nog van de periode toen het een Duitse kerk was. Voor het laatst vond er in 1851 een Duitstalige dienst plaats.
In 1992 werden de fresco's van de voormalige kloosterkerk gerestaureerd. De fresco's dateren uit de periode 1440-1500.

## Orgel
Eén van de belangrijkste attracties in de kerk is het kerkorgel, waarvan de barokke orgelkas van Johan Lorentz teruggaat op 1634-1636. Het orgel is in 1959-1960 naar de smaak van die tijd door de orgelbouwer Frobenius vernieuwd. Diens veranderingen werden in 1997 door Marcussen & Søn ongedaan gemaakt. Het orgel werd gerenoveerd en teruggebracht in de staat waarin de beroemde componist Diederich Buxtehude het van 1660 tot 1668 bespeelde. De regelmatig in de kerk georganiseerde orgelconcerten worden veel bezocht.

## Afbeeldingen van fresco's

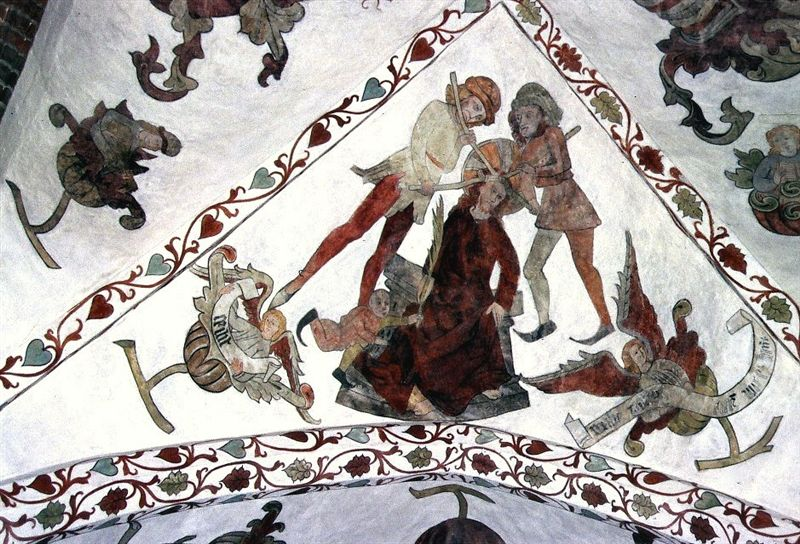
Fresco doornenkroning
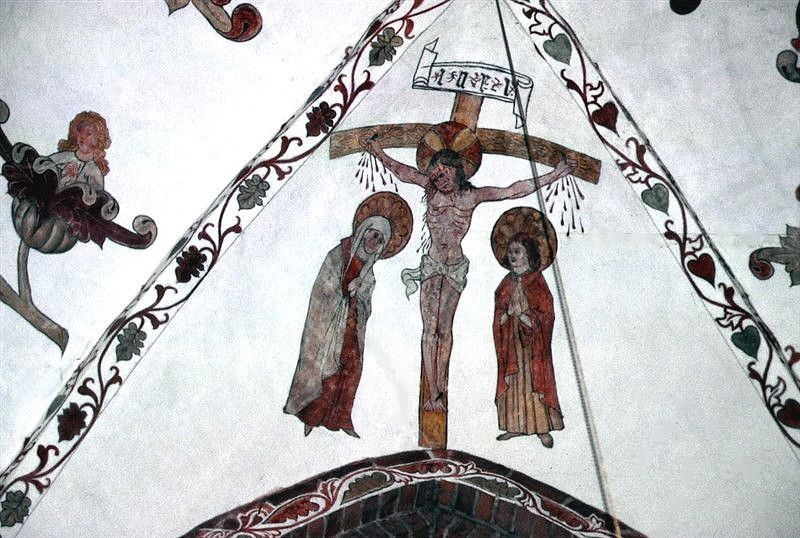
Fresco kruisiging
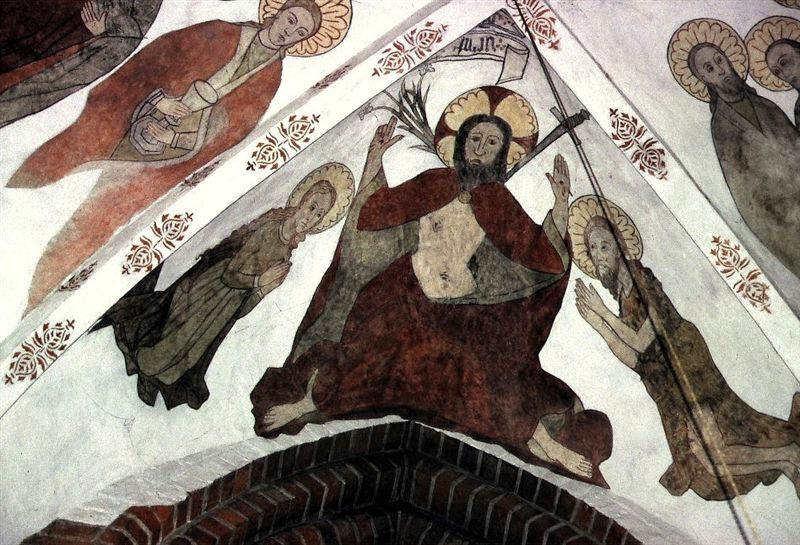
Fresco Laatste Oordeel met apostelen
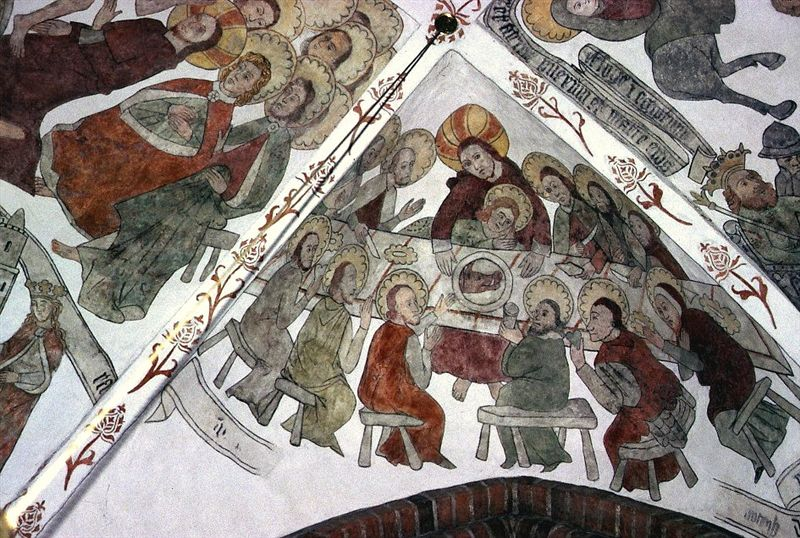
Fresco Avondmaal
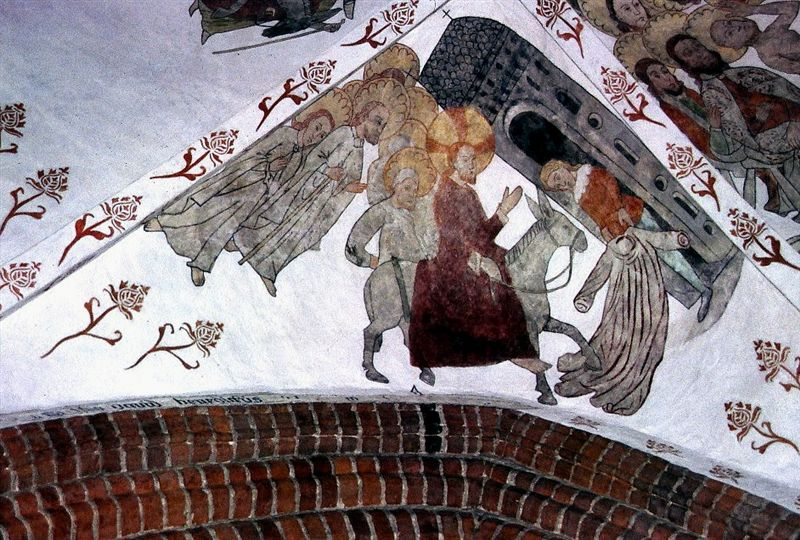
Fresco Intocht Jeruzalem